# Banjšice-Plateau
Koordinaten: 46° 3′ N, 13° 42′ O

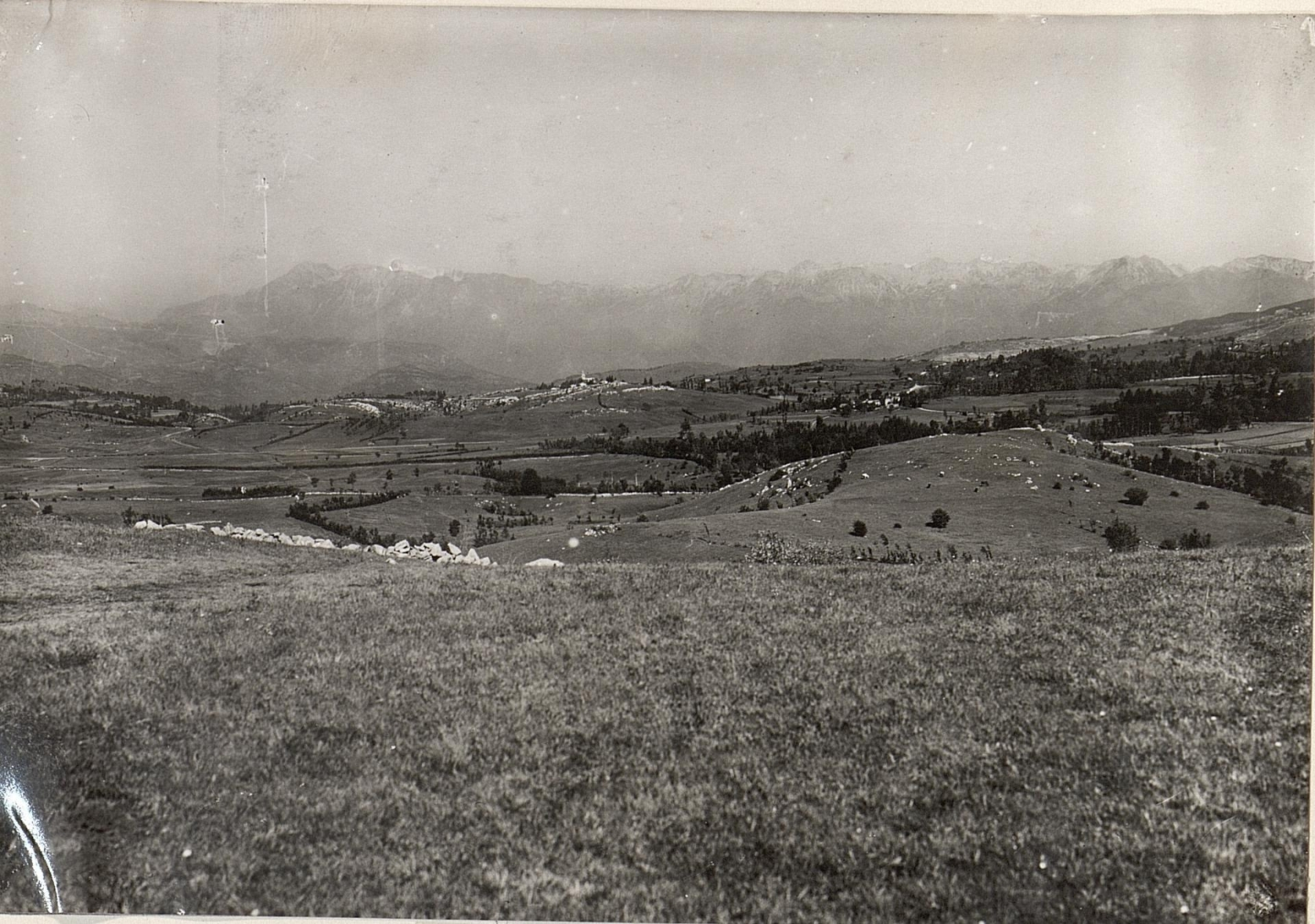
Banjšice-Plateau, 1917

Das Banjšice-Plateau (slowenisch: Banjška planota oder Banjšice/Banjščice; italienisch: Altopiano della Bainsizza; deutsch: Banschitz) ist eine Karst-Hochebene im Westen Sloweniens in der historischen Landschaft Goriška. Es gehört zur nordwestlichsten Region der Dinarischen Alpen.

## Geographie
Das Plateau liegt etwa 5 Kilometer nördlich der Stadt Nova Gorica, oberhalb der Flüsse Soča im Westen und Idrijca im Norden. Im Osten und Süden wird es durch das Čepovan-Tal begrenzt. Die Hochebene erstreckt sich über eine Fläche von etwa 100 km2. Sie steigt von Westen nach Osten an und liegt in ihrem zentralen Teil auf einer Höhe von etwa 700 m.
Das Klima ist überwiegend kontinental, allerdings mit reichlich Niederschlägen und einer langanhaltenden Schneedecke, mit Ausnahme der Südhänge, die mediterranen Einflüssen ausgesetzt sind. 
Das Gestein besteht hauptsächlich aus Dolomit und Kalkstein, mit etwas Flysch im nördlichen und südlichen Bereich. Die Oberfläche wurde durch eine Reihe tektonischer Verwerfungen geformt, von denen die größte, die Avče-Verwerfung, das Plateau in die nördliche und die südliche Hälfte teilt.[1]

## Geschichte
Während des Ersten Weltkriegs kämpften die italienische und die österreichisch-ungarische Armee in der elften Schlacht am Isonzo von August bis September 1917 auf dem Plateau. Die Auseinandersetzung ist auch unter der Bezeichnung Battaglia della Bansizza bekannt.

## Siedlungen
Das Plateau wurde nach dem Dorf Banjšice benannt, das höchstwahrscheinlich die älteste Siedlung auf dem Plateau ist. Die anderen Siedlungen, die eine Reihe von Weilern umfassen, sind Bate, Grgarske Ravne, Kal nad Kanalom und Lokovec. Traditionell tendierten die Dörfer auf dem Plateau in Richtung Kanal ob Soči und teilweise in Richtung Grgar und Solkan. Heutzutage gehören sie zu den Gemeinden Nova Gorica und Kanal.

## Sehenswürdigkeiten
- Vogelschutzgebiet Banjšice
- Sedevčič-Wanderweg[6]